# Elaphoglossum chrysolepis
Elaphoglossum chrysolepis är en träjonväxtart som först beskrevs av Fée, och fick sitt nu gällande namn av Arthur Hugh Garfit Alston. Elaphoglossum chrysolepis ingår i släktet Elaphoglossum och familjen Dryopteridaceae. Inga underarter finns listade.